# تیبو رامبو
تیبو رامبو (انگلیسی: Thibault Rambaud؛ زادهٔ ۱۹ آوریل ۱۹۹۷) بازیکن فوتبال است.